# Dolors Piera
Dolors Piera Llobera (Puigvert de Agramunt (Lérida), 21 de julio de 1910 – Santiago de Chile, 19 de enero de 2002) maestra sindicalista, defensora de la coeducación y de la pedagogía Freinet. Fue una de la fundadoras de la Federación de Enseñanza de UGT. Organizó las misiones pedagógicas en Lérida. Implicada en el movimiento feminista fue Secretaria General de la Unió de Mujeres de Catalunya creada en 1937 y fue responsable de la Comisión de la Mujer del PSUC. También fue la primera mujer que asumió una concejalía  en el Ayuntamiento de Barcelona.

## Biografía
Nació en una familia de tradición republicana. Su abuelo materno, Pau Llobera fue miliciano voluntario de la Primera República y uno de los fundadores del Centro Republicano de Puigvert de Agramunt. Su padre, maestro catalanista y progresista, estaba implicado en el movimiento de pedagogía renovadora. Dolors pasó buena parte de su infancia en un aula acompañándole. 
Estudió magisterio en la Escuela Normal de Lérida (1924-1928) donde a pesar de la dictadura del general Primo de Rivera se mantenía un grupo de maestros renovadores e introductores del Método Montessori. Entre sus profesoras estaba  Pepita Úriz.
Dolors y su padre asistieron a las tertulias del Café Exprés de Lérida y a las actividades organizadas en el Ateneo de Lérida, especialmente a las conferencias organizadas en 1926 en las que participaron Alexandre Galí, Rafael Campalans y Pere Bosch i Gimpera, formaron parte del grupo de fundadores del grupo Batec, defensor de la escuela laica e introductor del método pedagógico de Célestin Freinet.

### Primera etapa
Empieza su vida profesional a los 18 años en la Escuela Nacional de Niñas de la calle Xuclà de Barcelona. En 1929 logró la plaza de maestra interina del Patronato Escolar del Ayuntamiento de Barcelona creado en 1916. En esta época inició una etapa en al que tomó contacto con mujeres implicadas en el movimiento feminista e intensificó su formación política.
En el curso 1931-1932 ejerció como maestra interina en Bell Lloc de Urgell y después en Balaguer donde reencuentra a Pepita Úriz, una de las fundadoras de la Federación de Trabajadores de la Enseñanza (FETE-UGT) y del PSUC. Dolors Piera decidió afiliarse a FETE y militar activamente. 
En 1934 tomó posesión de su plaza definitiva como maestra en la Escuela graduada de Villafranca del Panadés.  El mismo año se casó civilmente con el maestro Ramón Costa-Jou también difusor del proyecto de Freinet y ambos fueron los principales animadores de la revista Colaboración que tenía la redacción en su casa. Dolors fue denunciada y expedientada por ejercer la técnica Freinet pero la sanción quedó limitada a una amonestación administrativa.
En esta época se movía en círculos afines al Bloque Obrero y Campesino y formó parte de la comisión receptora de los niños asturianos hijos de represaliados de los acontecimientos de Asturias del año 1934. Con su compañero entra en el comité de ayuda a los presos de la comarca.
En 1935 ocupó la Secretaría General de Federación de Enseñanza de UGT en Barcelona, representó a Cataluña en el Congreso Estatal de sindicatos de maestros celebrado en Madrid en 1936 y fue delegada para Cataluña en el Congreso Mundial de Profesores de París. También fue redactora de la revista del sindicato: L'Escola Proletària.
Al inicio de la guerra civil el sindicato se reorganizó en la Federación Catalana de Trabajadores de la Enseñanza y Dolors Piera fue elegida secretaria de la Sección de Maestros Nacionales de Barcelona. La FCTE celebró el primero y único congreso en Barcelona en enero de 1938.

### De la responsabilidad sindical a la militancia política
En 1935 junto a una veintena de disidentes del Bloque Obrero y Campesino ingresó en la Federación Catalana del PSOE con la intención de catalanizar el partido y los sindicatos afines. Tras el golpe de Estado del 18 de julio se incorporó al Comité Revolucionario de Villafranca. En julio del mismo año ingresó en el PSUC donde pasó a formar parte del Comité Ejecutivo y fue responsable de la Comisión de Mujeres. Se trasladó a Barcelona donde conoció al que fue su compañero, Pere Aznar.
En 1937 en plena guerra civil participó en la organización del Congreso de la Mujer en el que presentó la ponencia La unidad nos dará la victoria y en la creación de la Unió de Dones de Catalunya de la que fue elegida secretaria general.
En el mismo año, como regidora del Ayuntamiento de Barcelona, acompañó a la Pasionaria en el mitin del Velódromo de Invierno, en París.
Elegida concejal por el PSUC en el Ayuntamiento de Barcelona, fue la primera mujer que ocupó una concejalía en el Ayuntamiento de Barcelona, responsabilidad que asumió hasta la ocupación de la ciudad por las tropas franquistas en enero de 1939. Militó en el PSUC hasta los años cuarenta que fue expulsada.

### Exilio
Con la derrota de la República se exilió a París donde trabajó en la Oficina Internacional para la Infancia y pasó 6 meses en la prisión de Fresnes detenida por los nazis.  Cuando salió, ella y su hermano Josep se vieron obligados a marchar de Francia. Con el transatlàntico Cuba viajó a la República Dominicana y después se instaló en Chile. Llegó en marzo de 1940, allí reencontró a su compañero Pere Aznar,  nacieron sus hijos, trabajó de nuevo de maestra y fue subdirectora de la Escuela Bialik y directora del Colegio Andersen hasta 1970.
Continuó su militancia feminista activa organizando el Congreso de Mujeres de Santiago y también fue una de las dinamizadoras del Centro Catalán.
Visitó Barcelona en 1977 donde participó en la manifestación del Once de Septiembre.
En el año 2002 murió en Santiago de Chile donde reposan sus restos.